# Xenotrachea leucopera
Xenotrachea leucopera là một loài bướm đêm trong họ Noctuidae.